# Dosaggio immunoradiometrico
Il dosaggio immunoradiometrico (IRMA) è un saggio che sfrutta anticorpi marcati radioattivamente. Si differenzia dal comune dosaggio radioimmunologico (RIA) nel fatto che il composto da valutare si lega immediatamente con gli anticorpi marcati, piuttosto che legarsi in un secondo momento su un secondo epitopo antigenico.

## Introduzione
Gli anticorpi fluorescenti e radioattivi sono da molti anni stati usati per localizzare o quantificare antigeni in fase solida. Tuttavia solo recentemente gli anticorpi marcati sono stati sfruttati per la misura di antigeni direttamente nel campione, dunque nel liquido stesso. Questo metodo converte l'antigene sconosciuto in un prodotto radioattivo tracciabile. l'IRMA è stato introdotto ufficialmente da "Miles and Hales" nel 1968.

## Principio
Nell'IRMA, gli anticorpi generalmente sono marcati con radioisotopi dello iodio (I125 o I131). Quando un campione positivo (provvisto dell'antigeno complementare all'anticorpo), entra in contatto con gli anticorpi, questi si legano agli epitopi liberi dell'antigene e formano un classico complesso antigene-anticorpo (Ag-Ab). Gli anticorpi che non hanno generato il complesso vengono allontanati dall'ambiente di reazione mediante una seconda reazione con un antigene in fase solida. La quantità di radioattività rimanente in soluzione è direttamente proporzionale alla concentrazione dell'antigene 